# Samuel Redgrave
Pour les articles homonymes, voir Redgrave.
Samuel Redgrave, né le 3 octobre 1802 à Londres, et mort le 20 mars 1876 à Londres, est un fonctionnaire anglais, dessinateur, graveur et écrivain d'art.

## Biographie
Samuel Redgrave naît le 3 octobre 1802 à Londres, au 9 Upper Eaton Street, Pimlico.
Il est le fils aîné de William Redgrave et le frère de Richard Redgrave. À l'âge d'environ 14 ans, il obtient un stage au Bureau de l'Intérieur, pendant ses loisirs, il étudie le français, l'allemand et l'espagnol et pratique l'aquarelle et le dessin d'architecture. Il est admis en 1833 comme étudiant en architecture à la Royal Academy.
Par la suite, il est nommé à titre permanent au Bureau de l'Intérieur et travaille à l'enregistrement des infractions criminelles. En 1836, il est secrétaire de la commission de la force constabulaire et, en mai 1839, il devient secrétaire privé adjoint de Lord John Russell, puis de Fox Maule, jusqu'en septembre 1841. Plus tard, de décembre 1852 à février 1856, il est secrétaire particulier d'Henry Fitzroy.
Il prend sa retraite de la fonction publique en 1860 et il consacre le reste de sa vie à l'art. Il est secrétaire du Club de gravure depuis 1842 et connait des artistes de premier plan. À l'Exposition universelle de 1862 la galerie d'aquarelles est aménagée par lui, et la collection de prêts de miniatures exposée au South Kensington Museum, en 1865, est sous sa direction. Ses efforts ont contribué aux expositions Portrait national de 1866, 1867 et 1868, et la galerie d'art britannique de Paris Exposition Internationale de 1867 est sous sa direction. Il agit également comme secrétaire du comité qui effectue les expositions des œuvres des maîtres anciens et des artistes britanniques décédés qui ont eu lieu à l'Académie royale à partir de 1870, mais prend ensuite sa retraite sur la nomination d'un secrétaire laïc à l'Académie en 1873.
Redgrave meurt à 17 Hyde Park Gate South à Londres en 1876, et est inhumé dans le cimetière de la Sainte Trinité, de Brompton.

## Œuvres
Au cours du mandat au Bureau de l'Intérieur de Sir George Grey il prépare un volume intitulé Some Account of the Powers, Authorities, and Duties of Her Majesty's Principal Secretary of State for the Home Department, qui est imprimé pour un sage officiel en 1852. Ce travail l'amène à compiler Murray's Official Handbook of Church and State, qui est d'abord publié en 1852 puis en 1855.
Sa première contribution à la littérature de l'art est A Century of Painters of the British School, écrit avec son frère Richard, et publié pour la première fois en  1866. Elle est suivie en 1874 par son Dictionary of Artists of the English School, et en 1877 par un Descriptive Catalogue of the Historical Collection of Water-colour Paintings in the South Kensington Museum, sur lequel il est engagé au moment de sa mort. Il compile également le Catalogue of the Loan Exhibition of Fans, 1870, qui est suivi par Fans of all Countries, un folio volume publié en 1871, et il  participe à la compilation du Catalogue of the Paintings, Miniatures, &c., bequeathed to the South Kensington Museum by the Rev. Alexander Dyce (1874).